# The Haunted Man and the Ghost's Bargain
The Haunted Man and the Ghost’s Bargain, A Fancy for Christmas-Time é um romance de Charles Dickens publicado em 1848. É o quinto e último livro de Natal de Dickens. A história centra-se mais no espírito de Natal do que no Natal em si, um tema que está mais relacionado com o primeiro livro desta série: A Christmas Carol. A história desenrola-se em torno do Professor Redlaw e das pessoas que lhe são próximas.